# Xarxa Euroregional de Ràdio i Televisió Sense Fronteres

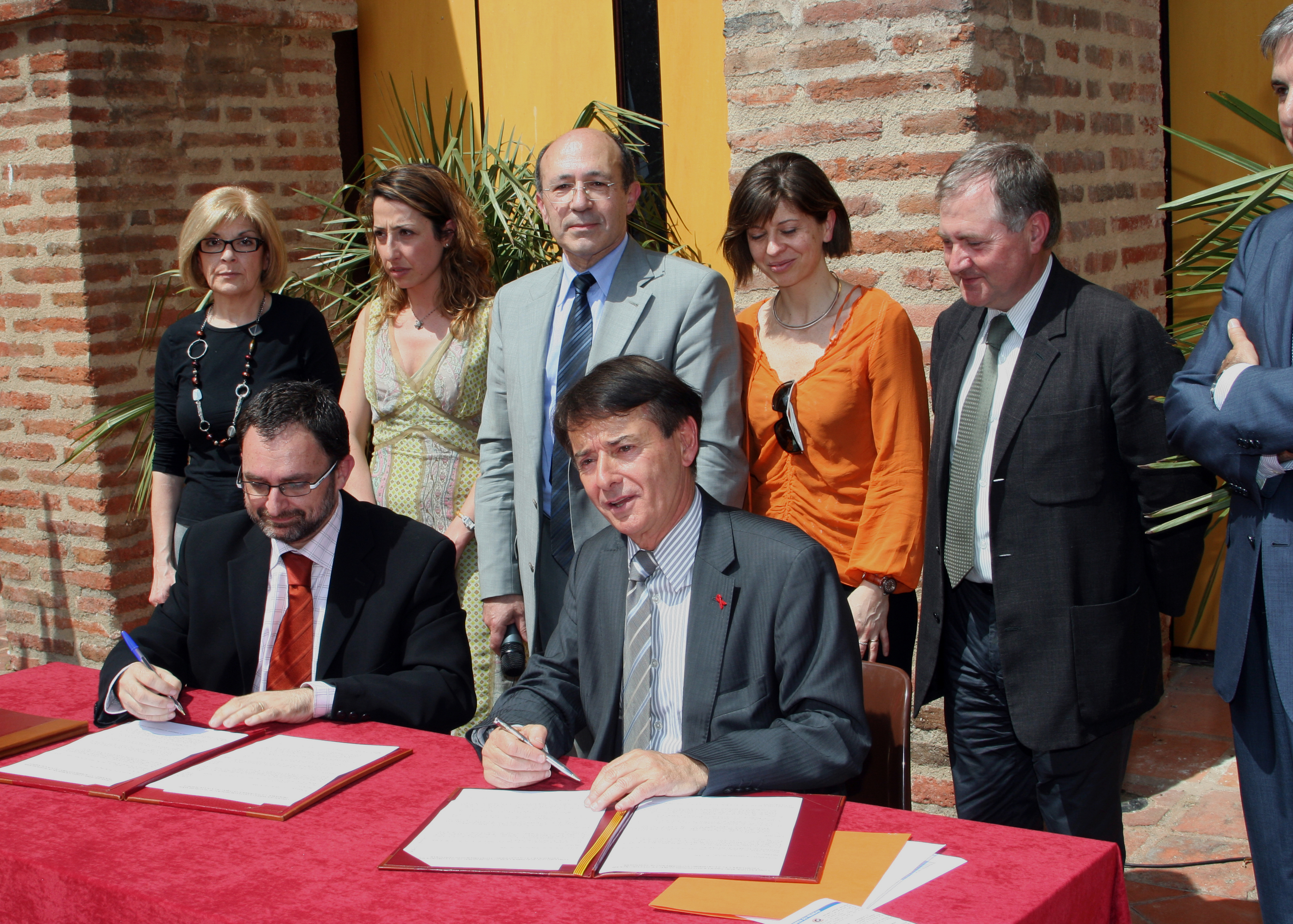
Signatura de l'acta fundacional de la TSF Network.

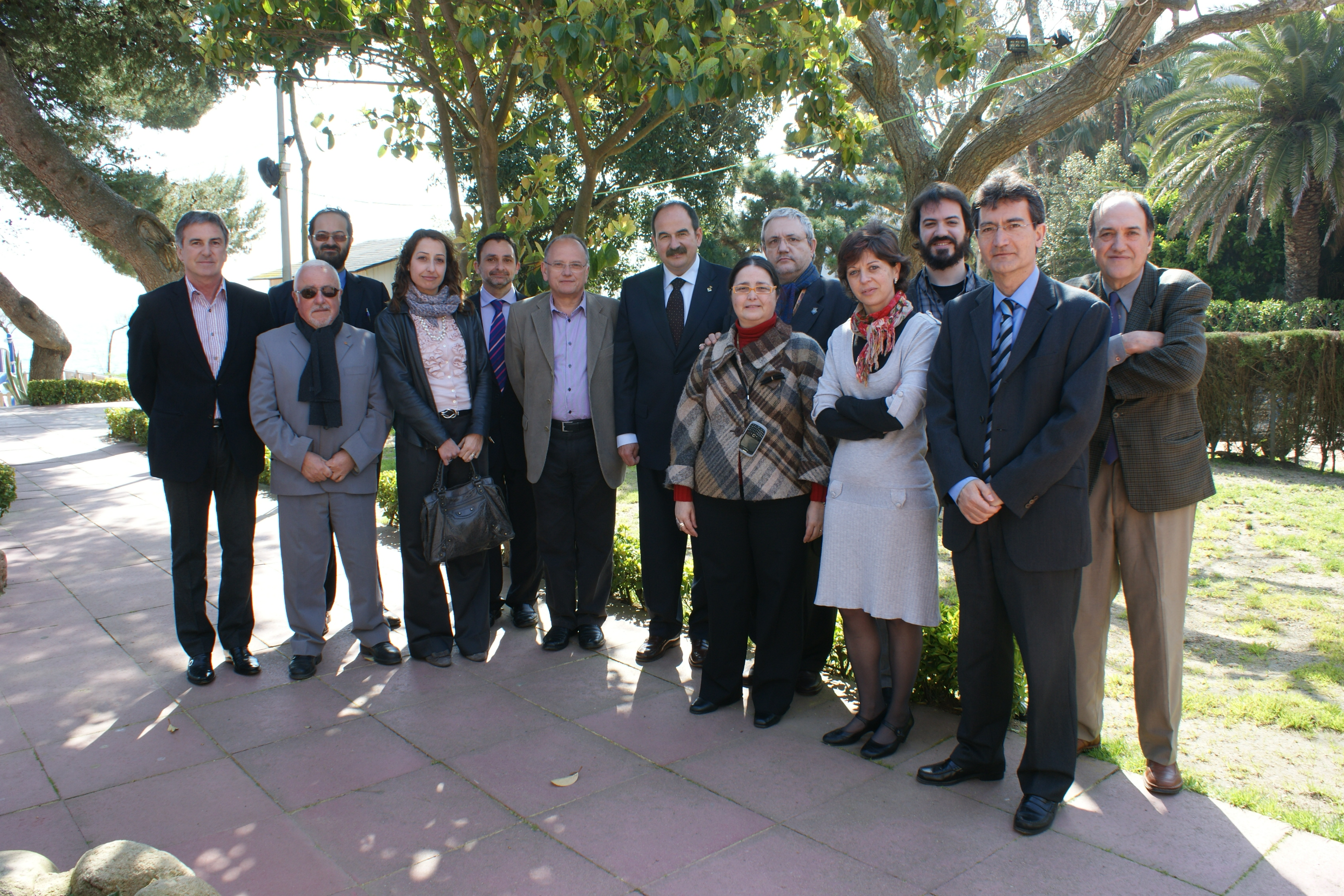
II Trobada Televisiva Euroregional organitzada per la Xarxa Euroregional de Ràdio i Televisió Sense Fronteres, TSF Network.

La Xarxa Euroregional de Ràdio i Televisió Sense Fronteres, també anomenada TSF Network, és una associació que agrupa diferents mitjans de comunicació dels Països Catalans, Occitània, Aragó i el País Basc. L'associació es va crear el 23 de maig de 2008 i des de l'any 2012 té la seu a Samazan (Gascunya). La presidència de l'associació, que és rotativa, recau des de maig de 2009 en Ignacio Montaña. Per la seva banda, el secretari general és, des de la seva fundació, Josep Adolf Estrader.

## Ràdio
El 7 de maig de 2010 s'inaugurà a Tolosa Radio TSF, l'emissora de ràdio de l'associació que emet 24 hores al dia en quatre llengües (català, occità, castellà i francès) una programació d'esperit interregional i transfronterer.

## Televisió
Des del 15 de març de 2011 existeix el Centre Euroregional TSF de Serveis Televisius, que nodreix els membres de la xarxa de serveis com la distribució de programes de televisió, de campanyes de publicitat, de producció i coproducció de continguts, etc. En aquest sentit, els continguts es distribueixen en la llengua d'ús dels mitjans de comunicació membres de la Xarxa, és a dir, en català, occità, francès i castellà.

## Accions
Els mitjans de comunicació de TSF Network van redactar i signar el 13 de gener de 2010 la Declaració d'Alcanyís per la Televisió Sense Fronteres. Com a conclusió de la I Trobada Televisiva Euroregional, celebrada al circuit Motorland d'Alcanyís, els membres de TSF Network es van comprometre a posar en marxa un circuit transfronterer de continguts i programació i una estratègia pròpia d'impuls i promoció de les llengües territorials.
La Xarxa Euroregional de Ràdio i Televisió Sense Fronteres ha obtingut la proclamació dels Pirineus com a Regió Europea de l'Any 2012. TSF Network va presentar la candidatura Pirineus Sense Fronteres, Regió Europea de l'Any i el 19 d'abril de 2011 l'organització The European Region of the Year en va proclamar la seva elecció i nomenament, al monestir de Sant Miquel de Cuixà, al peu del Canigó.